# Künstlerlegende
Künstlerlegende ist ein Begriff, der bereits im 19. Jahrhundert geläufig war. Den damit bezeichneten Sachverhalt haben die Kunsthistorikern Ernst Kris und Otto Kurz in ihrem 1934 veröffentlichten Buch Die Legende vom Künstler systematisch analysiert. Die Autoren argumentieren, dass für die biographische Darstellung der sogenannten Künstlerviten nicht so sehr die realen Daten und Ereignisse im Lebenslauf des Künstlers ausschlaggebend seien als die verbreiteten Stereotypen über das künstlerische Genie. Als übliche Versatzstücke aus der Werkstatt der Künstler-Biographen würde der Künstler als „Wunderkind“, „Liebling der Götter“, „Außenseiter der Gesellschaft“ charakterisiert, der ein Leben „zwischen Parnaß und Bohème“ führe.